# Henrik Gadolenus
Henricus Nicolai Gadolenus, död 1593, var en svensk präst, utnämnd till biskop i Skara stift.
Henricus Nicolai Gadolenus var troligen äldre bror till Sveno Nicolai Gadolenus som var skolmästare i Nyköping och Skara. De kom troligen från Gaddö i Valbo socken. Henrik Gadolenus inskrevs vid Greifswalds universitet 1568 och blev magister där 1573. 1574-1581 var han teologie professor vid Uppsala universitet. Han tillhörde motståndarna till Johan III:s närmande till katolicismen och då Erik den heliges ben flyttades från Uppsala slott till domkyrkan 1577 höll Laurentius Nicolai Norvegus en predikan om helgon mot vilken han tillsammans med två andra uppsalaprofessorer protesterade med en skrift ställd till kungen. Professorernas skrift misshagade kungen och ledde till att de avstängdes från sin undervisning och placerades i husarrest. Efter en tid hävdes dock denna. Då Uppsala universitet 1580 stängdes flyttade Gadolenus till sin svärfar biskopen Nicolaus Olai Helsingius stift och blev där kyrkoherde i Bälinge socken 1581. Han väckte genom en predikan där han kritiserade kungen 1583 åter uppmärksamhet och Gustav Banér och Hogenskild Bielke yrkade på att han skulle arresteras och föras till Stockholm för att svara för sina ord. Han skyddades dock av hertig Karl som i stället skickade honom till Nyköpingshus. Sedan svärfadern avlidit 1582 kom Gadolenus och bli chef över Strängnäs stift. Vid biskopsvalet 1585 valdes dock i stället Petrus Jonæ Helsingus till biskop. Då Johan III vägrade att godkänna utnämningen kom dock Gadolenus att i praktiken kvarstå som ledare för stiftet och omtalas som domprost 1586-1592. Han utnämndes på Uppsala möte 1593 till biskop i Skara stift men tillträdde ej då han avled kort därefter, och biskop Jacob (hans företrädare) fick kvarstå i tjänsten till 1595.